# エドゥアルト・フォン・レヴィンスキー
エドゥアルト・ユリウス・フォン・レヴィンスキー（Eduard Julius Ludwig von Lewinski、1829年2月22日 - 1906年9月15日）は、プロイセン王国の陸軍軍人、貴族。最終階級は砲兵大将。陸軍元帥エーリッヒ・フォン・マンシュタインの実父。

## 経歴
ミュンヘン生まれ。フォン・レヴィンスキー家の出身。陸軍中佐アウグスト・ヤコブ・フォン・レヴィンスキー（August Jakob von Lewinski、1791年 - 1870年）とその妻シャルロッテ・ヴィルヘルミネ（1804年 - 1869年、Charlotte Wilhelmine）、旧姓セイデル（Seydel）の息子である。弟のアルフレート・フォン・レヴィンスキーはプロイセン陸軍の歩兵大将である。
レヴィンスキーはクロトシンの学校に通い、その後ヴァールシュタットとベルリンの陸軍幼年学校で教育を受けた。その後、1846年5月2日にプロイセン陸軍歩兵第6連隊にPortepeefähnrichとして転属した。
1864年のドイツ・デンマーク 戦争では、第1衛兵要塞中隊の中隊長として デュッペル堡塁の襲撃に参加し、メリット勲章を授与されるほどの活躍を見せた。1867年、レヴィンスキーは少佐として 参謀本部に移され、1870年から71年にかけての普仏戦争に参加した。1877年には第2野戦砲兵旅団長となり、1880年6月12日には少将に昇進した。それから4年も経たないうちに第2野戦砲兵監察部の監察官に任命され、1885年9月16日に中将に昇進した。
1889年には第6軍団司令官に任命され、1890年には砲兵大将に昇進した。1895年2月21日、レヴィンスキーは年金付きの退役軍人として迎えられた。1906年9月19日に死去し、ブレスラウに埋葬された。